# Gamla Europa
Gamla Europa är ett politiskt uttryck som betecknar de länder i Västeuropa som inte stödde invasionen av Irak 2003, framförallt Frankrike och Tyskland men även Sverige tillhörde dessa länder. Uttrycket myntades i januari 2003 av den amerikanske försvarsministern Donald Rumsfeld. Den, ur USA:s perspektiv, positiva motsatsen var "Nya Europa" i form av de tidigare kommuniststaterna i Östeuropa, vilka på ett helt annat sätt slöt upp bakom USA:s irakpolitik.
När Donald Rumsfeld efter vid ett tillfälle irakkriget besökte "gamla Europa" försökte han skämta bort formuleringen med att den fällts av "gamle Rumsfeld".